# Diagrama de bloques

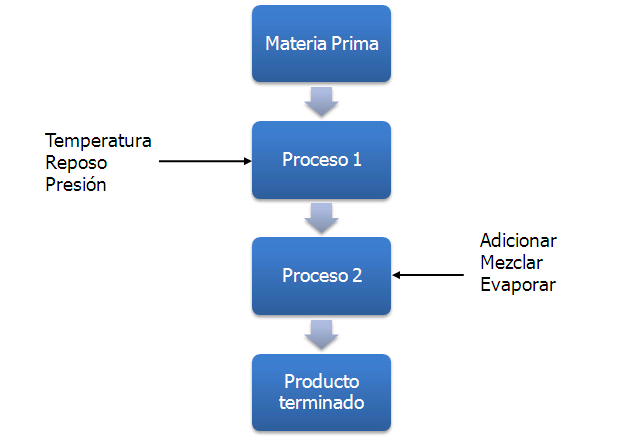
Un diagrama de bloques de procesos de producción industrial.

El diagrama de bloques es la representación del funcionamiento interno de un sistema, que se hace mediante bloques y sus relaciones, y que, además, definen la organización de todo el proceso interno, sus entradas y sus salidas.
Un diagrama de bloques de procesos de producción es utilizado para indicar la manera en la que se elabora cierto producto, especificando la materia prima, la cantidad de procesos y la forma en la que se presenta el producto terminado.
Un diagrama de bloques de modelo matemático es el utilizado para representar el control de sistemas físicos (o reales) mediante un modelo matemático, en el cual, intervienen gran cantidad de variables que se relacionan en todo el proceso de producción. El modelo matemático que representa un sistema físico de alguna complejidad conlleva a la abstracción entre la relación de cada una de sus partes, y que conducen a la pérdida del concepto global. En ingeniería de control, se han desarrollado una representación gráfica de las partes de un sistema y sus interacciones. Luego de la representación gráfica del modelo matemático, se puede encontrar la relación entre la entrada y la salida del proceso del sistema.

## Tipos
- Diagrama de bloques de procesos de producción industrial

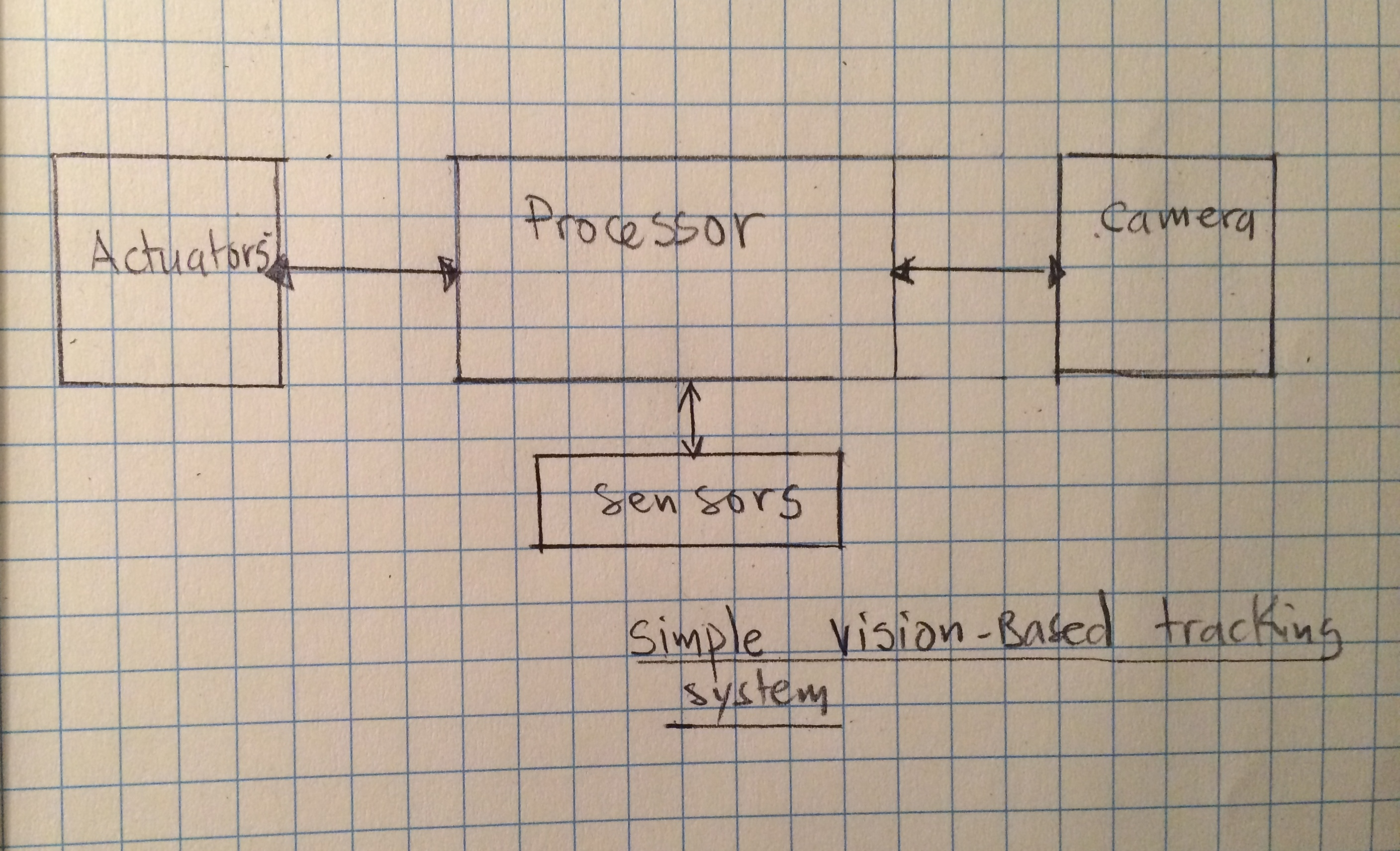
Un sencillo diagrama de bloques para un sistema de seguimiento

- Diagrama de bloques de modelo matemático

## Elaboración
El primer bloque especifica la materia prima de la que proviene el producto. Los siguientes bloques son procesos escritos de manera infinitiva y llevan siempre una indicación de proceso (izquierda) y gastos básicos (derecha).
- Las indicaciones de proceso son variantes del tipo físicas que se deben considerar para que el producto sea de elaboración adecuada. Cada país tiene sus propios estándares para elaborar productos. Las indicaciones de proceso son básicamente la temperatura, la presión y los tiempos de reposo.
- Los gastos básicos son adiciones de ciertas sustancias ajenas a la materia prima auxiliares a un proceso del mismo.